# Katangamaskerwever
De katangamaskerwever (Ploceus katangae) is een zangvogel uit de familie Ploceidae (wevers en verwanten).

## Verspreiding en leefgebied
Deze soort telt 2 ondersoorten:
- P. k. upembae: zuidoostelijk Congo-Kinshasa.
- P. k. katangae: uiterst zuidoostelijk Congo-Kinshasa en noordelijk Zambia.